# Daasanach jezik
Daasanach jezik (daasanech, dama, dasenech, dathanaic, dathanaik, dathanik, gallab, galuba, gelab, geleb, geleba, gelebinya, gelubba, gheleba, marille, merile, merille, morille, reshiat, “shangilla”; ISO 639-3: dsh), afrazijski jezik istočnokušitske skupine, podskupine zapadnih omo-tana jezika, kojim govori preko 40 000 ljudi duž donjeg toka rijeke Omo i uz jezero Turkana u Etiopiji i Keniji. Poglavito u Etiopiji.
Pripadnici etničke grupe (stočari i ribari) zovu se Reshiat ili Shangilla (ili Daasanach, Dassanech,  podijeljeni su na više plemena (8), viz.: Inkabelo (7 000), Inkoria (2 000), Naritch (Naarich 1 800), Elele (1 500), Randal (1 000), Oro (800), Koro (500), Riele (400).

## Vanjske poveznice
- Ethnologue (14th)
- Ethnologue (15th)